# Чернушка диза
Чернушка диза (лат. Erebia disa) — дневная бабочка из семейства бархатниц, вид рода Erebia.

## Описание
Половой диморфизм выражен слабо. Длина переднего крыла 19—26 мм. Основной фон верхней стороны крыльев тёмно-коричневый. На верхней стороне переднего крыла имеется постдискальный ряд точек чёрного цвета, окруженных охристыми ободками. Нижняя поверхность крыльев несколько светлее верхней. Рисунок на нижней стороне переднего крыла аналогичен верхней стороне, на нижнем крыле базальная и постдискальная область слегка осветлены до серого цвета, оставляя более темную дискальную перевязь, которая контрастирована тёмными линиями. Также имеется небольшое белое пятно кнаружи от вершины центральной ячейки.

## Ареал
Вид широко распространен от Лапландии, в северных областях Евразии до Чукотки, южной Якутии, в горах южной Сибири, в северной Монголии, в северном Китае, а также в Северной Америке.
Населяет высокогорные тундры. На территории Алтая населяет щебнистые тундры на высоте 1800—2200 м н.у.м.

## Биология
За год развивается в одном поколении. Время лёта: середина июня — конец июля. Яйца откладываются самкой группами на мёртвые или живые стебли осок или на близлежащий мох. Яйцо сферической формы с продольными ребрышками, сначала желтоватое, а затем — краснеет у полюса. Гусеницы появляются на 8—10 день. Гусеницы первого возраста тонкие, желтовато-зеленого цвета с темно-зеленой головой. После первой линьки окраска становится зелёной, появляется спинная полоса, контрастные светло-желтые полосы под дыхальцами и более тонкие светлые линия над ними, голова становится светло-коричневой. По наблюдениям из Скандинавии, гусеница охристо-жёлтого или зеленоватого цвета с таким же полосатым рисунком. Гусеницы дважды зимуют, во втором-третьем и последнем возрасте, в кочках осоки, во мху, опаде или под камнями. Куколка светло-коричневая, свободно на земле в небольшом углублении. Стадия куколки длится 2-3 недели.
Кормовые растения гусениц — различные виды осок.

## Подвиды
- Erebia disa festiva Warren, 1931 ;
- Erebia disa steckeri Holland, 1930 ;
- Erebia disa subarctica McDunnough, 1937